# Анисимов, Александр Викторович
Алекса́ндр Ви́кторович Ани́симов (1935—2022) — советский и российский архитектор, доктор архитектуры, профессор, член-корреспондент РААСН., академик МАА. Член Союза архитекторов СССР (с 1962) и Союза писателей России (с 2008). Заслуженный архитектор Российской Федерации (2001), лауреат Государственной премии СССР в области литературы, искусства и архитектуры (1991).

## Биография
Родился 16 апреля 1935 года в Ленинграде.
В 1958 году окончил Московский архитектурный институт. С 1958 по 1959 год в качестве архитектора работал в Томске, одновременно там же занимался педагогической работой в Томском инженерно-строительном институте. С 1959 по 1962 год на научно-исследовательской работе в отделе общественных зданий НИИ экспериментального проектирования.
С 1962 по 1967 год обучался в аспирантуре НИИ общественных зданий Академии строительства и архитектуры СССР, по окончании которой защитил диссертацию на соискание учёной степени кандидат архитектуры. В 1968 году был назначен руководителем проектной мастерской при НИИ экспериментального проектирования для проектирования городка при Смоленской АЭС. С 1971 года начал работать в МНИИП объектов культуры, отдыха, спорта и здравоохранения, где работал до 2012 года в качестве руководителя научно-исследовательского сектора, руководителя отдела, руководителя проектной мастерской, заместителем генерального директора и главным архитектором этого института. С 1972 по 1986 год являлся главным архитектором проекта театрального комплекса на Таганке в Москве. С 1969 по 1985 и с 2011 по 2022 года одновременно с проектной занимался и педагогической деятельностью во ВГИКе в качестве преподавателя, доцента и профессора на декораторском и художественном факультете, где вёл спецкурс «Основы архитектуры». С 1985 года являлся членом комиссии по дипломным работам и Учёного совета в МАРХи. С 1995 года являлся председателем Государственной экзаменационной комиссии при РГХПУ им. С. Г. Строганова и членом Учёного совета НИИ теории и истории архитектуры и градостроительства. С 2008 по 2022 год являлся главным научным сотрудником НИИ теории и истории архитектуры и градостроительства.
В 1989 году Анисимов защитил диссертацию на соискание учёной степени доктор архитектуры по теме: «Формирование системы театрально-зрелищных зданий крупнейших городов. На примере города Москвы». В 1993 году был избран член-корреспондентом, а в 2000 году академиком Международной академии архитектуры. В 1994 году становится членом-корреспондентом Российской академии архитектуры и строительных наук. С 2001 по 2005 год являлся главным учёным секретарём, а с 2006 по 2010 год — академиком-секретарём отделения архитектуры РААСН. Одновременно с 2001 по 2017 год являлся главным редактором журнала «ACADEМIA». Анисимов с 1962 года являлся членом а с 1975 по 1985 год членом Правления Союза архитекторов СССР (с 1991 года — Союз архитекторов России), с 2008 года был избран членом Союза писателей России.
Анисимов являлся автором двенадцати научных работ и более двухсот публикаций по архитектуре.
Умер 25 мая 2022 года в Москве, похоронен на Хованском кладбище

### Реализованные проекты
- Здание института «Теплоэлектропроект» в Томске (1960-62)
- Молодежное кафе «Аэлита» в Оружейном переулке Москвы (1961)
- Общественный центр села Калиновка Курской области (1960—1964)
- Система торговых центров в Академгородке под Новосибирском (1961—1964)
- Планировка архитектуры театрального комплекса на Таганке в Москве (1972—1986), за которую в 1991 году был удостоен Государственной премии СССР в области литературы, искусства и архитектуры[6]
- Реконструкции Московского планетария (2002—2011)
- Зал для прослушивания М. М. Жванецкого[2][3][4]

## Награды
- Заслуженный архитектор Российской Федерации (2001)[2][3][4]
- Государственная премия СССР в области литературы, искусства и архитектуры (1991 — за архитектуру театрального комплекса на Таганке в Москве)[7][2][3][4]
- Почётный строитель города Москвы (2000)[2][3][4]